# ژروم گارسن
ژروم گارسین (زادهٔ ۴ اکتبر ۱۹۵۶) روزنامه‌نگار و نویسندهٔ فرانسوی است. او سرپرست بخش فرهنگی نوول اوبزرواتور، تولید و مجری چند برنامهٔ رادیویی، و عضو کمیته خواندن کمدی فرانسه است.

## زندگی‌نامه
ژروم گارسن قبل از انجام مطالعات روزنامه‌نگاری، دانش آموز دبیرستان هنری چهارم در پاریس بود. او سپس برای هفته‌نامه اونمان دو ژودی کار کرد. گارسن اولین شعرهای خود را در اوایل دههٔ هشتاد منتشر کرد. در سال ۱۹۸۹، او جانشین پیر بوتیه شد تا انیمیشن نمایش The Masque and the Plume of France Inter را بسازد که بعداً تهیه‌کننده آن شد. او همچنین سمت معاون مدیر هفته نامه نوول اوبزرواتوار را بر عهده دارد و با روزنامهٔ سرویس ادبی همکاری می‌کند. . او که عضو سابق جایزه دسامبر است، در مارس ۲۰۱۰ به عنوان Prix Renaudot انتخاب شد در همان سال او عضو جایزهٔ فرانسواز ساگان بود.